# Olympische Sommerspiele 1996/Teilnehmer (Sierra Leone)
| Gelbes Symbol für Goldmedaillen mit stilisierten Olympischen Ringen | Graues Symbol für Silbermedaillen mit stilisierten Olympischen Ringen | Braundes Symbol für Bronzemedaillen mit stilisierten Olympischen Ringen |
| ------------------------------------------------------------------- | --------------------------------------------------------------------- | ----------------------------------------------------------------------- |
| —                                                                   | —                                                                     | —                                                                       |

Sierra Leone nahm bei den Olympischen Sommerspielen 1996 in Atlanta zum sechsten Mal an Olympischen Sommerspielen teil. Die Mannschaft bestand aus 14 Teilnehmern, von denen zehn Männer und vier Frauen waren. Sie starteten in zehn Wettbewerben in drei Sportarten, konnten aber keine Medaille erringen. Jüngste Teilnehmerin war die Leichtathletin Sia Kamanor mit 19 Jahren und 147 Tagen, der älteste war der Leichtathlet Sanusi Turay mit 28 Jahren und 111 Tagen. Während der Eröffnungsfeier trug Eunice Barber die Fahne Sierra Leones in das Olympiastadion.

## Teilnehmer
| Name             | Alter | Geschlecht | Sportart       | Resultat(e)                                                                                                 |
| ---------------- | ----- | ---------- | -------------- | --- |
| Prince Amara     | 23    | männlich   | Leichtathletik | Platz 7 im ersten Vorlauf mit der 400-Meter-Staffel                                                         |
| Eunice Barber    | 21    | weiblich   | Leichtathletik | Platz 5 im Siebenkampf, Platz 19 in der Weitsprung-Qualifikation, Dritter Vorlauf mit der 400-Meter-Staffel |
| Michael Collier  | 24    | männlich   | Schwimmen      | Platz 63 über 50 Meter Freistil                                                                             |
| Sama Fornah      | 24    | weiblich   | Leichtathletik | Dritter Vorlauf mit der 400-Meter-Staffel                                                                   |
| Tom Ganda        | 23    | männlich   | Leichtathletik | Platz 5 im zweiten Halbfinale mit der 100-Meter-Staffel                                                     |
| Sia Kamanor      | 19    | weiblich   | Leichtathletik | Dritter Vorlauf mit der 400-Meter-Staffel                                                                   |
| Haroun Korjie    | 24    | männlich   | Leichtathletik | Platz 7 im ersten Vorlauf mit der 400-Meter-Staffel                                                         |
| David Kowah      | 24    | männlich   | Boxen          | Platz 9 im Leicht-Schwergewicht                                                                             |
| Pierre Lisk      | 24    | männlich   | Leichtathletik | Platz 5 im zweiten Halbfinale mit der 100-Meter-Staffel, Platz 4 im fünften Vorlauf über 200 Meter          |
| Melrose Mansaray | 24    | weiblich   | Leichtathletik | Platz 7 im dritten Vorlauf über 400 Meter, Dritter Vorlauf mit der 400-Meter-Staffel                        |
| Foday Sillah     | 22    | männlich   | Leichtathletik | Platz 7 im ersten Vorlauf mit der 400-Meter-Staffel                                                         |
| Josephus Thomas  | 25    | männlich   | Leichtathletik | Platz 5 im zweiten Halbfinale mit der 100-Meter-Staffel                                                     |
| Frank Turay      | 19    | männlich   | Leichtathletik | Platz 7 im ersten Vorlauf mit der 400-Meter-Staffel                                                         |
| Sanusi Turay     | 28    | männlich   | Leichtathletik | Platz 5 im zweiten Halbfinale mit der 100-Meter-Staffel, Platz 4 im elften Vorlauf über 100 Meter           |